# Эйтчисон, Джек
Джек Э́йтчисон (англ. Jack Aitchison; родился 5 марта 2000 года в Фолдхаусе, Шотландия) — шотландский футболист, полузащитник клуба «Эксетер Сити».

## Клубная карьера

### Селтик
Джек выступал за юношеские команды «Селтика». 15 мая 2016 года состоялся его результативный дебют за «кельтов» в матче шотландской премьер-лиги против «Мотеруэлла». Он стал самым молодым игроком и бомбардиром в истории своего клуба.

#### Дамбартон
Присоединился к клубу Первой лиги «Дамбартону» на правах аренды в августе 2018 года.

#### Аллоа Атлетик
Затем он был отдан в аренду клубу из Шотландского Премьершипа «Аллоа Атлетик» в январе 2019 года.

#### Форест Грин Роверс
2 сентября 2019 года Эйтчисон перешел на сезон в аренду в английский клуб Второй лиги «Форест Грин Роверс». Он дебютировал за клуб, выйдя на замену в матче против «Кембридж Юнайтед» 7 сентября 2019 года, который окончился победой со счетом 1-0.

### Барнсли
5 октября 2020 года футболист присоединился к команде из Чемпионшипа «Барнсли» после ухода из «Селтика». Контракт заключён на 3 года.

#### Стивенидж
Присоединившись к «Барнсли», Эйтчисон отправился в «Стивенидж» на правах аренды на сезон.

#### Форест Грин Роверс
2 июля 2021 года шотландец вернулся в бывший клуб «Форест Грин Роверс» на правах аренды сроком на один сезон.

## Карьера в сборной
С 2014 года Джек представляет Шотландию на юношеском уровне.

## Клубная статистика
По состоянию на 5 апреля 2017 года.
| Выступление      | Выступление      | Выступление      | Лига | Лига | Кубки | Кубки | Еврокубки | Еврокубки | Остальные | Остальные | Итого | Итого |
| Клуб             | Лига             | Сезон            | Игры | Голы | Игры  | Голы  | Игры      | Голы      | Игры      | Голы      | Игры  | Голы  |
| ---------------- | ---------------- | ---------------- | ---- | ---- | ----- | ----- | --------- | --------- | --------- | --------- | ----- | ----- |
| Селтик           | Премьер-Лига     | 2015/16          | 1    | 1    | 0     | 0     | 0         | 0         | 0         | 0         | 1     | 1     |
| Селтик           | Премьер-Лига     | 2016/17          | 2    | 0    | 0     | 0     | 0         | 0         | 0         | 0         | 2     | 0     |
| Селтик           | Итого            | Итого            | 3    | 1    | 0     | 0     | 0         | 0         | 0         | 0         | 3     | 1     |
| Всего за карьеру | Всего за карьеру | Всего за карьеру | 3    | 1    | 0     | 0     | 0         | 0         | 0         | 0         | 3     | 1     |